# Potsangbam Renedy Singh
Potsangbam Renedy Singh (ur. 20 czerwca 1979 w Imphalu) – indyjski piłkarz, grający na pozycji pomocnika.

## Kariera klubowa
Renedy Singh rozpoczął swoją karierę w Tata Football Academy w 1996 roku. W 1997 został zawodnikiem klubu East Bengal Club. W latach 2001–2004 był zawodnikiem występującego w National Football League Mohun Bagan AC. Z Mohun Bagan zdobył mistrzostwo Indii w 2002.
W latach 2004–2005 występował w Chirag United, a 2005-2008 w JCT FC. W latach 2008–2010 ponownie był zawodnikiem East Bengal Club. Z East Bengal Club zdobył Puchar Federacji w 2010.

## Kariera reprezentacyjna
W reprezentacji Indii Singh zadebiutował w 1998 roku. W 2004 uczestniczył w eliminacjach Mistrzostw Świata 2006. W 2007 uczestniczył w eliminacjach Mistrzostw Świata 2010.
W 2008 Singh wygrał z reprezentacją AFC Challenge Cup, co oznaczało wywalczenie awansu do Pucharu Azji, po 27-letniej przerwie. Singh znalazł się w kadrze na ten turniej. Dotychczas rozegrał w reprezentacji 55 spotkań i strzelił 12 bramek.